# Lista de percursos pedestres de grande rota em Portugal
Esta é uma lista de Percursos Pedestres de Grande Rota em Portugal.
| Designação                                                         | Tipo de traçado        | Extensão                      | Regiões                                                 | Municípios |
| ------------------------------------------------------------------ | ---------------------- | ----------------------------- | ------------------------------------------------------- | --- |
| GR2 Grande Rota de Montanha do Alto Minho                          | linear                 | 182 km                        | Norte                                                   | Caminha - Ponte de Lima - Arcos de Valdevez - Ponte da Barca |
| GR5 Grande Rota - Fojos                                            | circular               | 35 km                         | Norte                                                   | Vieira do Minho |
| GR11-E9 Caminho do Atlântico                                       | internacional e linear | ?? Rota Vicentina: 263 km     | Norte, Centro, Lisboa e Vale do Tejo, Alentejo, Algarve | Rota do Oeste: Alcobaça - Caldas da Rainha - Óbidos - Peniche - Lourinhã - Torres Vedras - Mafra - Sintra - Cascais Caminho de Santiago : Alcácer do Sal - Grândola - Santiago do Cacém Rota Vicentina : Santiago do Cacém - Sines - Odemira - Aljezur - Vila do Bispo |
| GR12-E7 Caminho do Tejo                                            | internacional e linear | ?? (atual: 125 km)            | Centro, Lisboa e Vale do Tejo                           | Constância - Abrantes Idanha-a-Nova (Pendente de marcação nos restantes troços entre Lisboa e Idanha-a-Nova) |
| GR13-E4 Via Algarviana                                             | internacional e linear | 302 km (453 km c/ derivações) | Algarve                                                 | Vila do Bispo - Lagos - Portimão - Monchique - Silves - Albufeira - Loulé - S. Brás de Alportel - Tavira - Castro Marim - Alcoutim |
| GR14 Rota dos Vinhos da Europa                                     | internacional e linear | ??                            | Norte                                                   | |
| GR15 Grande Rota do Guadiana                                       | linear                 | 165 km                        | Alentejo, Algarve                                       | Vila Real de Santo António - Castro Marim - Alcoutim - Mértola |
| GR17 Travessia do Alto Coura                                       | circular               | 52 km                         | Norte                                                   | Paredes de Coura |
| GR21 Grande Rota das Aldeias do Xisto                              |                        | 239 km                        | Centro                                                  | |
| GR22 Grande Rota das Aldeias Históricas                            | circular               | 548 km (606 km c/ derivação)  | Centro                                                  | Almeida, Arganil, Castelo Branco, Celorico da Beira, Covilhã, Figueira de Castelo Rodrigo, Fornos de Algodres, Fundão, Gouveia, Idanha-a-Nova, Manteigas, Mêda, Oliveira do Hospital, Pampilhosa da Serra, Penamacor, Pinhel, Sabugal, Seia, Trancoso                  |
| GR23 Percurso Descoberta da Serra do Caldeirão                     | circular               | 45 km                         | Algarve                                                 | Tavira |
| GR24 Linha do Sabor                                                | linear                 | 62 km (abandonado)            | Norte                                                   | Miranda do Douro - Mogadouro - Freixo de Espada à Cinta |
| GR 25.1 Caminho Transfronteiriço do Jacobeu Português              | linear                 | 42 km                         | Norte                                                   | Montalegre |
| GR26 Grande Rota das Terras de Sicó                                | circular               | 8 percursos, 189 km           | Centro                                                  | Pombal, Ansião, Alvaiázere, Penela, Condeixa-a-Nova, Soure |
| GR28 Por Montes e Vales de Arouca                                  | circular               | 83 km                         | Norte                                                   | Arouca |
| GR29 Rota dos Veados                                               | circular               | 53 km                         | Centro                                                  | Idanha-a-Nova |
| GR30 Grande Rota das Linhas de Torres                              | circular               | 139 km                        | Lisboa e Vale do Tejo                                   | Torres Vedras - Sobral de Monte Agraço - Arruda dos Vinhos - Loures |
| GR33 Grande Rota do Zêzere                                         | linear                 | 370 km                        | Centro                                                  | Manteigas - Guarda - Covilhã - Fundão - Pampilhosa da Serra - Oleiros - Pedrógão Grande - Figueiró dos Vinhos - Ferreira do Zêzere - Sertã - Vila de Rei - Abrantes - Constância                                                                                       |
| GR34 Trilho da Serra Amarela                                       | circular               | 35 km                         | Norte                                                   | Ponte da Barca - Terras de Bouro |
| GR35 Grande Rota de Alvaiázere                                     | circular               | 53 km                         | Centro                                                  | Alvaiázere |
| GR36 Grande Rota do Douro Internacional ao Douro Vinhateiro        | linear                 | ~200 km                       | Norte                                                   | Miranda do Douro - Mogadouro - Freixo de Espada à Cinta - Torre de Moncorvo |
| GR37 Grande Rota Mamaltar de Vale de Fachas                        | circular               | 35 km                         | Centro                                                  | Viseu |
| GR38 Grande Rota Muradal - Pangeia                                 | linear                 | 38 km                         | Centro                                                  | Oleiros |
| GR39 Grande Rota da Cortiçada                                      | circular               | 130 km                        | Centro                                                  | Proença-a-Nova |
| GR40 Caminho Interior Português de Santiago                        | linear                 | ?? (atual: 35 km)             |                                                         | Nisa Pendente de marcação no restante percurso: Portugal interior (Tavira - Nisa - Viseu - Chaves) |
| GR41 Grande Rota de Castelo de Vide                                | circular               | 61 km                         | Alentejo                                                | Castelo de Vide |
| GR42 Grande Rota dos Montes de Monforte                            | circular               | 31 km                         | Alentejo                                                | Monforte |
| GR43 Grande Rota do Património e Ambiente das Terras Altas de Fafe | circular               | 50 km                         | Norte                                                   | Fafe |
| GR44 Grande Rota da Prata e do Ouro                                | linear                 | 31 km                         | Centro                                                  | Sardoal - Vila de Rei |
| GR45 Grande Rota do Vale do Côa                                    | linear                 | 196 km                        | Centro                                                  | Sabugal - Almeida - Figueira de Castelo Rodrigo - V. N. Foz Côa |
| GR46 Grande Rota da Serra dos Picos                                | circular               | 32 km                         | Norte                                                   | Braga |
| GR47 Grande Rota de Montemuro                                      | linear                 | 57 km (80 km c/ derivações)   | Norte                                                   | Cinfães - Resende |
| GR48 Grande Rota do Mondego                                        | linear                 | 151 km                        | Centro                                                  | Oliveira do Hospital - Tábua - Penacova - Coimbra - Figueira da Foz |
| GR49 Grande Rota do Bussaco                                        | linear                 | 56 km                         | Centro                                                  | Mealhada - Mortágua - Penacova |
| GR50 Grande Rota Peneda-Gerês                                      | linear                 | 212 km                        | Norte                                                   | Melgaço - Ponte da Barca - Terras de Bouro - Montalegre |
| GR51 Grande Rota do Alva                                           | linear                 | 77 km                         | Centro                                                  | Oliveira do Hospital - Tábua - Arganil - Vila Nova de Poiares - Penacova |
| GR53 Grande Rota do Caramulo                                       | circular               | 30 km                         | Centro                                                  | Tondela |
| GR57 Grande Rota da Ria de Aveiro - Percurso Azul                  | circular               | 130,8 km                      | Centro                                                  | Ovar - Murtosa - Estarreja - Aveiro - Ílhavo - Vagos - Albergaria-a-Velha |
| GR58 Grande Rota da Ria de Aveiro - Percurso Dourado               | linear                 | 233,9 km                      | Centro                                                  | Águeda - Albergaria-a-Velha - Anadia - Aveiro - Estarreja - Ílhavo - Murtosa - Oliveira do Bairro - Ovar - Sever do Vouga - Vagos |
| GR59 Grande Rota da Ria de Aveiro - Percurso Verde                 | circular               | 194 km                        | Centro                                                  | Águeda - Anadia - Albergaria-a-Velha - Aveiro - Oliveira do Bairro - Sever do Vouga |
| GR80 Grande Rota das Cidades Amuralhadas                           | circular               | 110 km                        | Centro                                                  | Almeida - Fuentes de Oñoro - Ciudad Rodrigo (parcialmente em território espanhol) |
| GR117 Via Romana XVII                                              | internacional e linear | ??                            | Norte                                                   | Braga - Póvoa de Lanhoso - Vieira do Minho - Montalegre - Boticas - Chaves - Valpaços - Vinhais - Bragança |
| GR?? Travessia do Alvão                                            | circular               | 54 km                         | Norte                                                   | |
| GR?? Travessia da Ribeira Minho                                    | linear                 | 95,7 km                       | Norte                                                   | |
| GR Soajo Peneda                                                    | circular               | 77 km                         | Norte                                                   | |
|                                                                    |                        |                               |                                                         | |